# Эйзен, Артур Артурович
Артур Артурович Э́йзен (8 июня 1927, Москва — 26 февраля 2008, там же) — советский, российский оперный певец (бас), актёр, педагог. Народный артист СССР (1976). Член КПСС с 1964 года.

## Биография
Артур Эйзен родился в Москве, в семье латышского революционера.
В 1944 году, после окончания школы, поступил в Театральное училище им. Б. Щукина на курс, который вёл И. М. Толчанов. Одновременно посещал занятия по вокалу у известной в прошлом певицы Н. Поповой-Нарутович.
В 1948 году, по окончании училища, был принят в труппу Театра имени Е. Вахтангова, где выступил в ряде спектаклей, таких как «На дне», «Дети солнца» (оба по М. Горькому), «Старые друзья» Л. А. Малюгина, «Борис Годунов» А. С. Пушкина. Одновременно был участником нового молодежного объединения «Московские литературные чтения».
Вскоре поступил в Государственное музыкальное училище имени Гнесиных, через год перешёл в Государственный музыкально-педагогический институт им. Гнесиных, а с 3-го курса стал студентом Московской консерватории, которую окончил в 1956 году по классу пения у В. М. Политковского.
Ещё будучи студентом, в 1949—1957 годах, выступал в качестве солиста с ансамблем песни и пляски Советской Армии им. А. В. Александрова.
В 1955 году на Международном фестивале молодёжи и студентов в Варшаве стал лауреатом конкурса вокалистов.
В конце 1956 года состоялся его дебют в Большом театре в партии дона Базилио в «Севильском цирюльнике» Дж. Россини. В январе 1957 года стал солистом Большого театра, в котором пел более 40 лет (по 2002 год), в том числе Бориса Годунова в одноимённой опере М. П. Мусоргского, Мефистофеля в «Фаусте» Ш. Гуно, Филиппа II в «Дон Карлосе» Дж. Верди. Исполнил за это время около 50 партий.
Выступал с большими сольными концертами. Исполнял произведения П. И. Чайковского, А. П. Бородина, М. П. Мусоргского, Л. ван Бетховена, Ф. Шуберта, Р. Шумана, Э. Грига, Л. Делиба и других композиторов. Певец стал первым исполнителем произведений советских композиторов, среди которых «Финдлей» Г. В. Свиридова на стихи Р. Бёрнса и «Серенада Дон-Кихота» Д. Б. Кабалевского.
Работал с такими дирижёрами как А. Мелик-Пашаев, С. Самосуд, Б. Хайкин, М. Жуков, В. Небольсин, К. Кондрашин, Е. Светланов. Так, с Государственным симфоническим оркестром под управлением Е. Светланова спел заглавную партию в опере «Алеко» С. В. Рахманинова, был среди первых исполнителей на концертной эстраде оперы В. Рубина «Июльское воскресенье». С Г. Рождественским и Симфоническим оркестром Московской филармонии выступил в Тринадцатой симфонии Д. Шостаковича, в оратории Р. К. Щедрина «Ленин в сердце народном».
Гастролировал в крупнейших залах разных стран мира («Гранд-опера» (Париж) и др.), в сопровождении лучших оркестров и ансамблей. В последние годы много гастролировал с квартетом «Московская балалайка».
С 1975 года преподавал в Государственном музыкально-педагогическом институте имени Гнесиных (ныне Российская академия музыки имени Гнесиных), с 1986 года — профессор.
Многие годы был главным редактором газеты Большого театра. Являясь пропагандистом музыки XX века, в своих публикациях не раз подчеркивал необходимость создания новых музыкальных произведений и призывал молодых композиторов и исполнителей в Большой театр.
Артур Эйзен умер 26 февраля 2008 года (по другим источникам — 27 февраля) в Москве. Похоронен на Ваганьковском кладбище (уч. 12).

## Семья
- Жена — Тамара Александровна Эйзен (Тихомирова) (1924—2018)[4], актриса.
- Дочь – Елена Артуровна Эйзен (род. 1955), актриса, с 1988 года — педагог театрального отделения «Театра на набережной» в Москве.
- Внук – Сергей Сергеевич Трапани (род. 1978), бизнесмен.

## Награды и звания
- Золотая медаль конкурса вокалистов V-го Международного фестиваля молодёжи и студентов в Варшаве (1955)
- Заслуженный артист РСФСР (1957)
- Народный артист РСФСР (1968)
- Народный артист СССР (1976) — за большие  заслуги  в  развитии  советского  музыкального  и  хореографического  искусства  и  в  связи  с  200-летием  Государственного  академического  Большого  театра  СССР[5]
- Орден Трудового Красного Знамени (1971)
- Орден Дружбы народов (1988)
- Медаль «За доблестный труд. В ознаменование 100-летия со дня рождения В. И. Ленина» (1970)
- Бронзовая медаль ВДНХ СССР
- Почётные грамоты Президиумов Верховных Советов всех бывших союзных республик
- Благодарность Президента Российской Федерации (2001) — за большой вклад в развитие отечественного музыкально-театрального искусства[6]
- Премия мэрии Москвы в области литературы и искусства (2001) — за концертную деятельность последних лет.

## Партии
- 1956 — «Севильский цирюльник» Дж. Россини — Дон Базилио
- 1957 — «Князь Игорь» А. П. Бородина — князь Галицкий
- 1957 — «Укрощение строптивой» В. Я. Шебалина — Баптиста
- 1957 — «Мать» Т.Н. Хренникова — Фабричный
- 1957 — «Декабристы» Ю. А. Шапорина — Старый солдат
- 1958 — «Её падчерица» Л. Яначека — Старший работник
- 1959 — «Фауст» Ш. Гуно — Мефистофель
- 1959 — «Джалиль» Н. Г. Жиганова — Журавлёв
- 1959 — «Война и мир» С. С. Прокофьева — Рамбаль
- 1960 — «Кармен» Ж. Бизе — Цунига
- 1960 — «Свадьба Фигаро» В. А. Моцарта — Дон Бартоло
- 1960 — «Война и мир» С. С. Прокофьева — Князь Болконский
- 1960 — «Повесть о настоящем человеке» С. С. Прокофьева — Комиссар
- 1961 — «Сказка о царе Салтане» Н. А. Римского-Корсакова — Царь Салтан
- 1961 — «Не только любовь» Р. К. Щедрина — Федот
- 1962 — «Декабристы» Ю. А. Шапорина — Пестель
- 1963 — «Русалка» А. С. Даргомыжского — Мельник
- 1963 — «Хованщина» М. П. Мусоргского — Иван Хованский
- 1964 — «Борис Годунов» М. П. Мусоргского — Варлаам
- 1964 — «Октябрь» В. И. Мурадели — Ленин
- 1964 — «Война и мир» С. С. Прокофьева — Граф Ростов
- 1965 — «Руслан и Людмила» М. И. Глинки — Фарлаф
- 1965 — «Сон в летнюю ночь» Б. Бриттена — Тезей
- 1966 — «Мазепа» П. И. Чайковского  — Кочубей
- 1969 — «Снежная королева» М. Р. Раухвергера — Главный богач
- 1970 — «Семён Котко» С. С. Прокофьева — Ткаченко
- 1971 — «Псковитянка» Н. А. Римского-Корсакова —  Иван Грозный
- 1973 — «Франческа да Римини» С. В. Рахманинова — Ланчотто Малатеста
- 1974 — «Игрок» С. С. Прокофьева — Генерал
- 1974 — «Борис Годунов» М. П. Мусоргского — Борис Годунов
- 1975 — «А зори здесь тихие…» К. В. Молчанова — Васков
- 1975 — «Иоланта» П. И. Чайковского — король Рене
- 1977 — «Каменный гость» А. С. Даргомыжского — Лепорелло
- 1977 — «Похищение луны» О. В. Тактакишвили — Тариэл
- 1977 — «Моцарт и Сальери» Н. А. Римского-Корсакова — Сальери
- 1978 — «Испанский час» М. Равеля — Дон Иниго Гомец
- 1979 — «Золото Рейна» Р. Вагнера — Вотан
- 1983 — «Царская невеста» Н. А. Римского-Корсакова — Собакин
- 1985 — Дон Карлос» Дж. Верди — Филипп II
- 1986 — «Вертер» Ж. Массне — Судья
- 1988 — «Золотой петушок» Н. А. Римского-Корсакова  — Царь Додон
- 1990 — «Ночь перед Рождеством» Н. А. Римского-Корсакова — Чуб
- 1992 — «Фауст» Ш. Гуно — Вагнер

## Видеозаписи
- 1978 — «Борис Годунов» М. П. Мусоргского, Варлаам, дирижёр Борис Хайкин

## Фильмография

### Роли
1. 1955 — Вольница — Харитон
2. 1958 — Человек человеку (музыкальный фильм)
3. 1962 — Голубой огонёк-1962 (фильм-спектакль) — певец; на 85-й минуте (Годы. Юность, наша дальняя юность…), Ян Френкель — Марк Лисянский)
4. 1964 — Эстрадная фантазия (музыкальный фильм)
5. 1988 — Этот фантастический мир. Выпуск 14 «Умение кидать мяч» (фильм-спектакль) — эпизод

### Вокал
1. 1961 — Вольный ветер (музыкальный фильм)
2. 1962 — Гусарская баллада — Песенка Лепелетье
3. 1962 — Баня (анимационный) — солист
4. 1966 — Каменный гость (фильм-опера) — монах (роль Г. О. Тонунца)